# Anochilia flacourti
Anochilia flacourti är en skalbaggsart som beskrevs av Kunckel d'herculais 1895. Anochilia flacourti ingår i släktet Anochilia och familjen Cetoniidae. Inga underarter finns listade i Catalogue of Life.